# Simone Zanon
Simone Zanon (Asolo, 30 maggio 1975) è un mezzofondista italiano.

## Biografia
Specialista delle distanze di mezzofondo prolungato (5.000 e 10.000) è stato il vincitore dei 5.000 metri nel campionato europeo under 23 a Turku e del campionato mondiale universitario a Catania nel 1997.
Cresciuto agonisticamente nel gruppo veneto Becher San Giacomo, attualmente milita nelle Fiamme Oro Padova, la squadra sportiva della Polizia di Stato.
Ha iniziato a correre giovanissimo allenato da Giuseppe Mattiello, prima di farsi seguire da Mauro Franzero, Gianfranco Sommaggio ed ora da Vincenzo De Luca. È approdato nelle file della nazionale italiana nel 1993 quando si classificò 5º al campionato europeo juniores nei 5.000 metri in pista. Nonostante l'attività a stagioni alterne per via di alcuni problemi fisici ha finora collezionato 22 presenze nella nazionale italiana di atletica. Il suo talento è comunque dimostrato dagli eccellenti risultati ottenuti nelle categorie giovanili.

### Presenze in nazionale in pista
- 1994
  - 7º campionato mondiale juniores 10.000 metri e finalista nei 5.000
- 1997
  - 11º eurochallenge Barakaldo il 5 aprile con 28:15'29"
  - 1º campionato mondiale universitario Catania nei 5.000 metri
  - 1º campionato europeo under23 a Turku il 13 luglio nei 5.000 metri
  - 5º giochi del mediterraneo nei 10.000 metri
- 1998
  - 12º campionato europeo Budapest il 25 agosto nei 10.000 metri con 28:43'23"
- 1999
  - 9º eurochallenge Barakaldo il 10 aprile 10.000 metri 27:57'66"
- 2001
  - 8º giochi del mediterraneo Tunisi 11 settembre 5.000 metri 14:13'90"
- 2002
  - 11º eurochallenge Camaiore 6 aprile 10.000 metri 28:22'06"
  - 5º coppa Europa Annecy 23 giugno 3.000 metri 8:03'28"
- 2005
  - 7º giochi del mediterraneo Almeria 5.000 metri 13:56'95"

## Record personali
- 10.000 metri 27:57'66" a Barakaldo il 10 aprile 1999;
- Mezza maratona (21,097 km) 1h05'03" a Treviso il 10 settembre 2000, 2º classificato.

## Palmarès

### Principali vittorie in corse su strada
- 1995 Casalserugo (PD), 26 dicembre
- 1999 Onara di Tombolo (PD), 12 settembre
- 2000 Ponte in Valtellina (SO), 25 aprile
- 2003 Paseggia (PD), 25 maggio

## Campionati nazionali
- 1997 5.000 metri 14:00'92"
- 2005 5.000 metri Bressanone 14:03'99"

## Presenze in nazionale corsa campestre
- 1994
  - 25º campionato mondiale junior 67º mondiale junor
- 1997
  - 40º campionato mondiale Torino 23 marzo 2º italiano
- 1998
  - 54º campionato mondiale Marrakech (Mar)
- 1999
  - 11º coppa campioni Lisbona il 31 gennaio
  - 7º campionato mondiale militare Mayport (Usa) Florida il 25 febbraio
  - 36º campionato mondiale cross corto Belfast 27 marzo 3º italiano
  - 51º campionato europeo Velenje (Cro) 12 dicembre
- 2000
  - 5º coppa campioni San Sebastian (Spa) 30 gennaio
  - 7º campionato mondiale militare Algeri 24 febbraio
  - 42º campionato mondiale Vilamoura (Por) 19 marzo
  - 35º campionato europeo Malmö (Sve) 10 dicembre 3º italiano
- 2002
  - 33º campionato mondiale cross corto Dublino 24 marzo
- 2005
  - 33º campionato mondiale cross corto Sant Galmier (Fra) 19 marzo 1º italiano